# باشگاه فوتبال وینر نویشتات
باشگاه فوتبال وینر نویشتات (انگلیسی: 1. Wiener Neustädter SC) یک باشگاه فوتبال اتریشی مستقر در وینر نویشتات است.